# Les Hogues
Les Hogues è un comune francese di 655 abitanti situato nel dipartimento dell'Eure nella regione della Normandia.

## Società

### Evoluzione demografica
Abitanti censiti